# Dereza (Pakrac)
Dereza is een plaats in de gemeente Pakrac in de Kroatische provincie Požega-Slavonië. De plaats telt 15 inwoners (2001).